# 2020년 하계 올림픽 푸에르토리코 선수단
2020년 하계 올림픽 푸에르토리코 선수단은 2021년 일본 도쿄에서 열린 2020년 하계 올림픽에 참가한 올림픽 푸에르토리코 선수단이다.
푸에르토리코는 2020년 도쿄 하계 올림픽에 출전했다. 원래 2020년 7월 24일부터 8월 9일까지 열릴 예정이었던 올림픽은 코로나19 범유행으로 인해 2021년 7월 23일부터 8월 8일로 연기되었다. 이 지역은 하계 올림픽에 19회 연속 출전했다. 2016년 하계 올림픽과 마찬가지로 푸에르토리코는 단일 금메달로 올림픽을 떠났고 이번에는 자스민 카마초-퀸이 우승했다. 다른 선수들은 올림픽 메달 획득에 실패했는데, 스티븐 피네이로(Steven Piñeiro)가 남자 스케이트보드 스트리트 파크 결승에서 6위를 차지했고, 탁구 선수 아드리아나 디아즈(Adriana Díaz)가 3라운드에서 패배했다.

## 출전 선수
| 종목         | 남자 | 여자 | 전체 |
| ------------ | ---- | ---- | ---- |
| 육상         | 3    | 1    | 4    |
| 농구         | 0    | 12   | 12   |
| 복싱         | 1    | 0    | 1    |
| 다이빙       | 1    | 0    | 1    |
| 승마         | 0    | 1    | 1    |
| 골프         | 1    | 1    | 2    |
| 유도         | 1    | 2    | 3    |
| 조정         | 0    | 1    | 1    |
| 요트         | 1    | 1    | 2    |
| 사격         | 0    | 1    | 1    |
| 스케이트보드 | 2    | 0    | 2    |
| 수영         | 1    | 1    | 2    |
| 탁구         | 1    | 2    | 3    |
| 태권도       | 0    | 1    | 1    |
| 레슬링       | 1    | 0    | 1    |
| 전체         | 13   | 24   | 37   |

## 같이 보기
- 올림픽 푸에르토리코 선수단